# Ceraia dentata
Ceraia dentata är en insektsart som först beskrevs av Brunner von Wattenwyl 1878.  Ceraia dentata ingår i släktet Ceraia och familjen vårtbitare. Inga underarter finns listade i Catalogue of Life.